# Дельгадо, Мильтон
Мильтон Дельгадо (исп. Milton Delgado; 16 июня 2005) — аргентинский футболист, полузащитник клуба «Бока Хуниорс».

## Клубная карьера
Уроженец города Рафаэль-Кастильо (провинция Буэнос-Айрес), Дельгадо является воспитанником академии клуба «Бока Хуниорс». В феврале 2024 года подписал с клубом свой первый профессиональный контракт до декабря 2028 года. 3 апреля 2024 года дебютировал в основном составе «Бока Хуниорс» в матче Южноамериканского кубка против боливийского клуба «Насьональ» (Потоси). 14 июня 2024 года дебютировал в аргентинской Примере в матче против клуба «Велес Сарсфилд».

## Карьера в сборной
В июне 2024 года дебютировал в составе сборной Аргентины до 20 лет.